# 15. Flak-Division
Die 15. Flak-Division war ein Großverband der Bodentruppen der deutschen Luftwaffe im Zweiten Weltkrieg. Zuständig war die Division bei Aufstellung für die Abwehr von einfliegenden gegnerischen Flugzeugen mittels Flugabwehrgeschützen in den rumänischen Erdölgebieten und später bei der deutschen Heeresgruppe Süd und Mitte in der Sowjetunion.

## Geschichte

### Aufstellung
Die Aufstellung des Führungsstabes der 15. Flak-Division erfolgte am 1. März 1942 in Ploesti (Rumänien) aus dem Stammpersonal der bis dahin dort stationierten Flakbrigade III. Hauptaufgabe war der Schutz der dortigen Erdölfelder, diese Aufgabe übernahm nun die 15. Flak-Division. Kommandeur der Division war bis 15. November 1942 Generalleutnant Gerhard Hoffmann, der diese Position innehatte. Der Schutz der Erdölfelder wurde jedoch nur für wenige Monate von der Division wahrgenommen.

### Heeresgruppe Süd
Die 15. Flak-Division wurde im Mai 1942 an den Südabschnitt der Ostfront verlegt, wo sie im Raum Mariupol an der Seite der 1. Panzerarmee eingesetzt war. Die Gliederung der Division umfasste im Sommer 1942 das
- Flak-Regiment 4
- Flak-Regiment 7
- Flak-Regiment 104

### Fall Blau – Sommeroffensive 1942
Mit Beginn des Falls Blau, der deutschen Sommeroffensive ab Juni 1942 stießen die Verbände der 15. Flak-Division bis nach Maikop vor. Dort waren ihre Regimenter auch als Bodenkampfeinheiten bei der Panzerbekämpfung eingesetzt. Unterstellt war die Division dabei dem I. Flakkorps (ab 25. November 1942 Luftwaffenkommando Kaukasus) der Luftflotte 4. Zu einem unbekannten Zeitpunkt im Herbst oder Winter 1942 wurde der Division das Flak-Regiment 37 unterstellt, welches im Raum Rostow einen Panzerabwehrriegel errichtete. Ebenfalls im Dezember 1942 übernahm der spätere Generalmajor Eduard Muhr die Führung der Division, die er bis 7. Juni 1944 innehatte.

### Rückzugskämpfe Winter 1942/43
In den späteren harten deutschen Rückzugskämpfen im Raum Donez zeichneten sich die Regimenter der 20. Flak-Division erneut aus, so dass die Division am 20. Februar 1943 im Wehrmachtbericht genannt wurde.

### Unternehmen Zitadelle – Sommeroffensive 1943
Mit dem Beginn des Unternehmens Zitadelle, dem letzten deutschen Großangriff auf Kursk, lag die 15. Flak-Division mit insgesamt acht Flakabteilungen im Raum Warenowka – Kamjanka.

### Rumänien 1943/44
Nach den Rückzugsbewegungen der deutschen Truppen ab Herbst 1943 wurde die 15. Flak-Division nach Rumänien verlegt. Kommandeur wurde ab 7. Juni 1944 Oberst Hans Simon, der jedoch am 29. August 1944 in sowjetische Kriegsgefangenschaft geriet. Die Gliederung der Division mit Gefechtsstand in Gagestil umfasste am 23. August 1944, dem Tag der Kriegserklärung Rumäniens an das Deutsche Reich, folgende Regimenter:
- Flak-Regiment 4 im Raum Jassy
- Flak-Regiment 12 Focsani
- Flak-Regiment 104
- Flak-Regiment 133 im Raum Kronstadt und Klausenburg

Nach der Gefangennahme von Simon wurde Generalmajor Theodor Herbert neuer Kommandeur, der die Division bis zum 18. Januar 1945 führte, um ab 19. Januar dann bis Kriegsende von Hans-Wilhelm Doering-Manteuffel abgelöst zu werden.

### Ungarn 1944
Im Zuge der weiteren Rückzugsgefechte der Wehrmacht lag die 15. Flak-Division im November 1944 dann mit ihren Regimentern in Ungarn mit Divisionsstand zunächst in Budapest und später in Stuhlweißenburg (ebenfalls Ungarn). Mit Stichtag 1. Dezember 1944 ist dies die letzte bekannte Gliederung der Division:
- Flak-Regiment 4,
- Flak-Regiment 12 sowie das
- Flak-Regiment 133

Es erfolgten zwar noch einige, wenige Zuführungen von Regimentern, die jedoch nicht konkretisiert werden konnten. Das Flak-Regiment 12 wurde bei der Schlacht um Budapest eingeschlossen und geriet in der Folge in sowjetische Kriegsgefangenschaft.

### Wien 1945
Den weiteren Rückzugsgefechten folgend, mussten die restlichen Verbände der 15. Flak-Division bis April 1945 in den Großkampfraum Wien zurückweichen, wo ihr Gefechtsstand in Mödling lag. Bis 14. April 1945 erzielten die Regimenter der Division insgesamt siebzig Panzer- und sieben Flugzeugabschüsse.

### Kapitulation
Ende April 1945 musste der Gefechtsstand aufgrund der Kampfentwicklungen dann ein letztes Mal nach Sonntagberg (Niederösterreich) verlegt werden, wo er auch bis Kriegsende blieb. Die Division verfügte zu diesem Zeitpunkt noch über 25 schwere und 6 mittlere und leichte Batterien. Über die Kapitulation ihrer Verbände bei Kriegsende sind bisher keine Fakten bekannt geworden.